# 영등포고등학교
영등포고등학교(永登浦高等學校)는 대한민국 서울특별시 동작구 대방동에 있는 공립 고등학교이다.

## 학교 연혁
- 1959년 3월 13일 : 영등포고등학교 9학급 설립인가
- 1959년 3월 13일 : 초대 김태주 교장 취임(중/고 겸임)
- 1959년 4월 7일 : 개교(영등포중학교 가교사에서)
- 1959년 10월 12일 : 신축 중학교 교사(대방동 13-2)로 이전
- 1962년 2월 2일 : 영등포 고등학교 제1회 졸업식 거행 (졸업생수 146명)
- 1968년 10월 1일 : 교육법 개정으로 영등포중학교와 교장 분리
- 1979년 1월 10일 : 부설 방송통신고등학교 30학급 인가
- 1982년 7월 2일 : 도서관 개관(122.4평)
- 1991년 10월 30일 : 강당 겸 체육관 준공(영랑관)
- 2000년 12월 19일 : 개축교사로 이사
- 2001년 6월 8일 : 교사개축 이전 기념식
- 2004년 12월 20일 : 도서관 리모델링 사업 완료 재개관
- 2008년 8월 20일 : 열람실 리모델링 사업 완료 재개관
- 2022년 2월 9일 : 제61회 졸업식(187명) 총 29,373명
- 2022년 9월 1일 : 제26대 우한정 교장 취임

## 참고 자료
- 영등포고등학교 - 한국교육학술정보원 학교알리미